# 克里斯·桑德斯
克里斯·桑德斯（英語：Christopher Michael Sanders，1962年3月12日—) 是一名美国动画师和电影导演，其主要作品为《星际宝贝》、《驯龙高手》和《疯狂原始人》。

## 生平
桑德斯出生于科罗拉多州的科罗拉多斯普林斯。他就读于科罗拉多州阿瓦达的阿瓦达高中。他于 1984 年毕业于加州艺术学院。
桑德斯的职业生涯始于为吉姆·亨森的《布偶寶貝 (Muppet Babies)》担任角色设计。他很快成为华特迪士尼动画长片的首席故事板.艺术家。他还曾担任《美女与野兽》（1991 年）、《阿拉丁》（1992 年）、《狮子王》（1994 年）和《花木兰》（1998 年）的故事板艺术家、艺术总监、美术指导和角色设计师。
1985 年，桑德斯为一个当时不成功的儿童读物宣传活动创作了一个名为“史迪奇”的角色。当桑德斯担任迪士尼动画长片的首席故事板艺术家时，时任迪士尼首席执行官迈克尔·艾斯纳决定，鉴于 90 年代中期迪士尼推出多部预算巨大的动画片，该工作室可能会尝试制作一部规模较小、成本较低的电影。
托马斯·舒马赫 找上 克里斯·桑德斯，向他提出这个想法，桑德斯重新使用了他想出的“史迪奇”角色。故事情节不以城市为主要地点，因此选择 考艾岛 作为舞台。史迪奇成为 2002 年电影《星际宝贝》的主角，桑德斯与迪安·德布洛斯 共同执导编写了这部电影。
这部电影的商业和评价上的成功让作品系列化，其中包括三部续集电影和三部电视剧，桑德斯在 2002到2006 年的期间为 史迪奇 配音，（直到《星际宝贝：神奇大冒险》和《安玲与史迪奇》本·迪斯金 开始为史迪奇配音）。
2006 年 12 月，约翰·拉塞特 解除了桑德斯导演《美国狗》的导演职务。2007 年 3 月，桑德斯开始与迪士尼协商退出。桑德斯离开迪士尼后，导演职务交给了克里斯·威廉斯和拜恩·霍华德，电影改名为《闪电狗》。桑德斯后来表示，他对被解除导演职务没有恶意，并希望将来能重新考虑他的一些想法。尽管桑德斯离开了迪士尼，但他继续在大部分官方迪士尼媒体上为史迪奇配音。
梦工厂动画
2007 年 3 月，桑德斯转投梦工厂动画公司，并接任《疯狂原始人觉醒》（后更名为《疯狂原始人》）导演，该项目本来由阿德曼动画公司联合制作。当时，桑德斯谈到这一举动时说：“我很渴望开始工作，所以我和很多人谈过……我喜欢梦工厂对动画的看法。动画仍有许多不同的发展空间，我不想错过尝试新事物的机会。“
2008 年 9 月 24 日，据报道桑德斯和迪恩·戴布洛伊 将为梦工厂动画公司编写并执导《驯龙高手》。电影于 2010 年 3 月 26 日上映，获得了评论家和票房的巨大成功，全球票房收入近 5 亿美元。该片在第 83 届奥斯卡金像奖上获得了最佳动画片奖和最佳原创配乐奖提名。这部电影还获得了十项安妮奖，包括最佳动画片奖。
完成《驯龙高手》后，桑德斯重返《疯狂原始人》，该片于 2013 年 3 月 22 日上映。 他与在制作中期加入的柯克·德米科共同担任导演和编剧。这部电影大获成功，票房收入超过 5 亿美元。 桑德斯和柯克·德·米科随后在《疯狂原始人》续集上工作了三年半，直到 2016 年底被取消。续集于 2017 年 9 月重启，不过乔尔·克劳福德担当了导演的职位。
20 世纪影业/重返迪士尼
2017 年 10 月，桑德斯宣布将执导 20 世纪福克斯公司改编的 1903 年杰克·伦敦小说《極地守護犬》的新电影。这部电影是他的真人导演处女作，于 2020 年 2 月上映。这部电影的评价褒贬不一，烂番茄网站的好评率为 63%（截至 2024 年 3 月），使其成为桑德斯导演生涯中迄今为止票房最低的电影，票房收入为 1.076 亿美元，预算为 1.25 亿至 1.5 亿美元，成为桑德斯导演的第一部票房惨败的电影。
2020 年 2 月，有人猜测桑德斯将在真人版《星际宝贝：史迪奇》中重新为史迪奇配音，但在 2022 年 9 月的一次采访中声称，迪士尼尚未与他重新出演该角色，不过他表示自己一直愿意回来为自己的作品配音。2023 年 4 月，他确认将在翻拍版中重新出演这个角色。
重返梦工厂
2023 年 9 月 28 日，桑德斯宣布将重返梦工厂动画公司，编写并执导 彼得·布朗 同名书籍系列《荒野机器人》的动画电影。

## 电影作品
| 年份 | 片名                                               | 角色           | 备注                                                    |
| ---- | -------------------------------------------------- | -------------- | ------------------------------------------------------- |
| 1990 | 救難小英雄澳洲歷險記                               |                | storyboard artist/character designer/visual development |
| 1991 | 美女與野獸                                         |                | story/visual development artist                         |
| 1992 | 阿拉丁                                             |                | story                                                   |
| 1994 | 獅子王                                             |                | story/production designer                               |
| 1998 | 花木蘭                                             | Little Brother | screenplay/story supervisor                             |
| 1999 | 幻想曲2000                                         |                | original concept: "Pines of Rome"                       |
| 2002 | 星際寶貝                                           | Stitch         | 导演/编剧/角色设计                                      |
| 2003 | Stitch! The Movie                                  | Stitch         |                                                         |
| 2004 | The Lion King 1½                                   | Stitch         | cameo appearance                                        |
| 2005 | Lilo & Stitch 2: Stitch Has a Glitch               | Stitch         |                                                         |
| 2006 | Leroy & Stitch                                     | Stitch/Leroy   |                                                         |
| 2010 | 驯龙记/How to Train Your Dragon                    |                | 导演/编剧                                               |
| 2013 | 疯狂原始人/The Croods                              | Belt           | 导演/编剧                                               |
| 2014 | 驯龙记2/How to Train Your Dragon 2                 |                | 执行监制                                                |
| 2019 | 驯龙记3/How to Train Your Dragon: The Hidden World |                | 执行监制                                                |
| 2020 | 極地守護犬/The Call of the Wild                    |                | 導演                                                    |
| 2024 | 荒野机器人/The Wild Robot                          |                | 导演/编剧                                               |